# Сант'Агата-ді-Езаро
Сант'Агата-ді-Езаро, Сант'Аґата-ді-Езаро (італ. Sant'Agata di Esaro, сиц. Sant'Àgata) — муніципалітет в Італії, у регіоні Калабрія,  провінція Козенца.
Сант'Агата-ді-Езаро розташований на відстані близько 390 км на південний схід від Рима, 100 км на північний захід від Катандзаро, 45 км на північний захід від Козенци.
Населення — 1896 осіб (2014).
Щорічний фестиваль відбувається 5 лютого. Покровитель — San Francesco di Paola.

## Демографія
Населення за роками:

Станом на 1 січня 2023 року в муніципалітеті офіційно проживало 13 іноземців з 7 країн, серед них 8 громадян країн Євросоюзу та 1 громадянин України.

## Сусідні муніципалітети
- Бельведере-Мариттімо
- Боніфаті
- Буонвічино
- Четраро
- Мальвіто
- Моттафоллоне
- Санджинето